# 정국진 (배우)
정국진(1973년 12월 14일 ~ )은 대한민국의 배우이다. 1993년 KBS 《남자는 외로워》로 데뷔하였다.

## 학력
- 국민대학교 기업경영학부 학사

## 출연작

### 드라마
- 1994년 1월 8일 ~ 1994년 8월 24일 KBS 《남자는 외로워》
- 1995년 KBS 《신세대 보고 어른들은 몰라요》
- 1998년 11월 22일 ~ 1999년 5월 2일 KBS 《사관과 신사》
- 2000년 4월 1일 ~ 2002년 2월 24일 KBS 《태조 왕건》 왕식렴 역
- 2002년 3월 2일 ~ 2003년 1월 26일 KBS 《제국의 아침》 황주원군 왕욱 역
- 2002년 7월 29일 ~ 2003년 9월 30일 SBS 《야인시대》 이만섭 역
- 2003년 1월 15일 ~ 2003년 4월 3일 SBS 《올인》 유정준 역
- 2004년 7월 19일 ~ 2004년 9월 7일 KBS 《구미호 외전》 K (케이) 역

### 연극
- 2009년 9월 2일 ~ 2009년 9월 27일 《2009 유리동물원》